# 알베르 뤼스
알베르 뤼스(프랑스어: Albert Rust, 1953년 10월 10일, 알자스 지방 뮐루즈 ~)는 프랑스의 전 축구 선수로, 가장 최근에 생-테티엔에서 골키퍼 코치로 활동했다.

## 선수 경력 요약
알베르 뤼스는 프랑스의 축구 선수이자 감독으로 1953년 10월 10일에 뮐루즈에서 출생했다. 그는 1970년부터 1990년까지 골키퍼로 활동했다. 그는 현역 시절 대부분을 소쇼에서 보냈는데, 구단의 역대 최다 출전 선수로, 총 455번의 공식 경기에 출전했다. 소쇼를 떠난 뤼스는 몽펠리에로 이적해 1990년에 쿠프 드 프랑스를 우승했다. 그는 국가대표팀에서 1984년 하계 올림픽에 프랑스 선수단 일원으로 참가해 금메달을 목에 걸었다. 그는 프랑스 국가대표팀에 수 차례 차출되기도 했으며, 1984년 유럽 선수권 대회 우승을 거두고 1986년 월드컵에서 3위에 입상했다.
감독이 된 후, 그는 샤무아 니오르테와 브레스투아 등의 구단을 지도했다.

## 생애
비텔스엠의 인근 구단에서 축구를 시작한 뤼스는 유년 시절에 수비수로 활약하다가 본인의 의사에 따라 골키퍼로 전향했다. 19세가 된 뤼스는 체계적인 훈련 센터가 완비된 것으로 알려진 소쇼에 재입단하였고, 빠르게 1군으로 도약했고, 화려하지는 않지만 안정적이고 꾸준한 모습을 선보였다. 그는 1군으로 도약한 데에 이어 외젠 바트망과 골키퍼 자리를 경합했고, 1975-76 시즌에 주전이 되었다. 훌륭한 활약을 펼친 후, 앙리 게랭 감독은 1976년 3월 27일에 룩셈부르크와의 경기를 앞두고 프랑스 1군 국가대표팀에 차출했다.
이듬해, 그는 또다른 유망주 골키퍼 조엘 바츠가 입단하면서 또다시 치열한 주전 경쟁을 했다. 르네 오스는 원안대로 서열을 최종적으로 결정하기 전에 골키퍼를 돌아가며 쓰기로 했다. 경쟁 구도는 바츠가 1979년에 오세르로 떠나면서 끝났다. 그 후, 뤼스와 바츠는 이 시기가 프로 경력의 가장 고통스러운 순간이었다고 회자했다.
뤼스는 1979년부터 1983년까지 이어진 소쇼의 "황금 세대"를 함께했다. 베르나르 장기니, 야니크 스토피라, 필리프 앙지아니, 그리고 압델 자다위와 함께 소쇼는 강력한 공격 축구를 앞세워 1980-81 시즌 UEFA컵 선전에 집중했다. 소쇼는 3차전에서 아인트라흐트 프랑크푸르트에 0-2로 지고 폭설 혈투에서 파트리크 르베이의 맹활약에 힘입어 합계 4-2로 뒤집으며 대회 준결승전까지 올라갔다. 같은 해, 이 선수들은 쿠프 데 알프 결승전에도 출전했지만, 결승전에서 바젤에 패했다.
뤼스는 소속 구단에서의 선전에도 불구하고 프랑스 국가대표팀에서 출전 기회를 충분히 부여받기에는 역부족이었다. 1982년 월드컵 이후 재능 있는 선수들의 세대 교체가 필요했다. 하계 올림픽의 규정 변화로 모든 국가대표팀에 프로 선수들을 최대 5명까지 차출할 수 있도록 규정이 변화함에 따라 뤼스는 프랑스 올림픽 국가대표팀에 일원으로 로스 앤젤레스에서 열린 1984년 하계 올림픽에 프랑수아 브리송, 다니엘 쉬에레브, 도미니크 비조타 등과 함께 참가했다. 프랑스 선수단은 이 대회에서 브라질을 결승전에서 2-0으로 격파하고 정상에 올라 패서디나의 로즈 볼의 시상대 맨 위에서 금메달을 목에 걸었다.
올림픽 예선에서의 훌륭한 활약에 힘입어 뤼스는 하계 올림픽을 앞두고 열린 유로 1984에 참가할 프랑스 선수단 20인 명단에 이름을 올렸다. 그는 파란 군단을 첫 주요 대회 우승으로 이끈 조엘 바츠의 후보 수문장으로 참가했다. 뤼스는 전 동료이자 경쟁자의 부재시 대신할 사람으로 낙점되었고, 멕시코에서 열린 1986년 월드컵에도 참가했다. 1987년, 그는 소속 구단을 떠나 승격 새내기 몽펠리에에 입단했다. 그는 이후 1990년에 쿠프 드 프랑스를 우승했다. 뤼스는 모나코에서 "프리랜스" 선수로서 활동한 후 38세의 나이로 축구화를 벗었다. 그는 1부 리그에서 500경기 넘게 출전했다.

## 국가대표팀 경력
그는 1980년에 프랑스 국가대표팀 경기에 1번 출전했다. 로스 앤젤레스에서 열린 1984년 하계 올림픽에서 금메달을 목에 걸고, 유로 1984와 1986년 월드컵에 프랑스 국가대표팀 일원으로 참가한 그는 후자의 대회에서 6월 28일에 처음이자 마지막으로 벨기에전에서 국가대표팀 경기에 출전했다.

## 감독 경력
현역 은퇴 후, 그는 리그 2와 샹피오나 나시오날의 몇몇 구단 감독을 맡았다. 2010년 6월 14일, 전 크레테유-뤼시타노와 브레스투아 감독이었던 뤼스는 생-테티엔의 골키퍼 감독으로 취임했다. 뤼스는 은퇴 후 즉시 감독일을 시작해 몇몇 리그 2 구단을 이끌었다. 그는 앙리 미셸을 보좌하여 국가대표팀(사우디 아라비아, 튀니지) 수석 코치를 역임하기도 했다. 그는 이후 국내 리그(리그 2)의 감독으로 복귀해 브레스투아를 3년 지휘했다. 그는 소속 구단을 디비시옹 2에서 지휘했다. 2006년 5월, 그는 리그 2의 크레테유-뤼시타노 지휘봉을 잡았지만 2006-07 시즌 초의 성적 부진으로 9월 18일에 해임되었고, 후임은 아르투르 조르즈가 맡았다. 알베르 뤼스는, DEPF를 졸업하고 롤랑 로마예르의 희망에 따라 생-테티엔의 골키퍼 코치로 2010-11 시즌에 임명되었다. 스포츠 외적 사유로, 알베르 뤼스는 2년 계약 연장 이후 골키퍼 감독직에서 해임되었다.

## 감독 경력 요약
- 1991-1993 : 르 크레
- 1993-1994 : 보베 (수석 코치)
- 1994-1995 : 알-나스르 (앙리 미셸의 수석 코치)
- 1995-1999 : 샤무아 니오르테
- 2000-2001 : 클레르몽
- 2001-2002 : 튀니지 국가대표팀 (앙리 미셸의 수석 코치)
- 2002 : 스타드 튀니지앙 (튀니지)
- 2002-2003 : 세트
- 2003-2006 : 브레스투아
- 2006-2007 : 크레테유-뤼시타노

## 수상
프랑스
- 유럽 선수권 대회: 1984[3]
- 하계 올림픽: 1984
- 월드컵 3위: 1986